# Januaries
Januaries – album bluesowy polskiego tria Łapka Rzepa Głuch wydany w 2010 roku.

## Lista utworów
1. "Blue Bird" (muz. Mirosław Rzepa, sł. Agnieszka Łapka) – 2:53
2. "Careless Song" (muz. Mirosław Rzepa, sł. Agnieszka Łapka) – 4:15
3. "Cherry Pie" (muz. Mirosław Rzepa, sł. Agnieszka Łapka) – 3:31
4. "Civilization" (muz. Mirosław Rzepa, sł. Agnieszka Łapka) – 2:52
5. "Black Bird Cider" (muz. Mirosław Rzepa, sł. Agnieszka Łapka) – 5:01
6. "Lucy" (muz. Mirosław Rzepa, sł. Agnieszka Łapka) – 4:01
7. "Patient Love" (muz. Mirosław Rzepa, sł. Agnieszka Łapka) – 2:19
8. "Blues To Remember" (muz. Mirosław Rzepa, sł. Agnieszka Łapka) – 1:32
9. "Bad Romance" (muz. Mirosław Rzepa, sł. Agnieszka Łapka) – 2:45
10. "You Are Like A Bookmark In My Heart" (muz. Mirosław Rzepa, sł. Agnieszka Łapka) – 4:18

## Muzycy
- Agnieszka Łapka – wokal,
- Mirosław Rzepa - gitary, mandolina, kalimba
- Krzysztof Głuch - instrumenty klawiszowe

- Michał Cholewa - reżyseria dźwięku, mastering